# Tori Kelly
Victoria Loren „Tori” Kelly (ur. 14 grudnia 1992) – amerykańska piosenkarka i autorka tekstów.
W wieku 14 lat zaczęła publikować materiały wideo na platformie YouTube, co zapewniło jej rozpoznawalność. Po udziale w programie telewizyjnym American Idol w 2010 rozpoczęła pracę nad swoją własną muzyką. W 2012 wydała minialbum pt. Handmade Songs by Tori Kelly z autorskim materiałem, który samodzielnie nagrała, wyprodukowała i zmiksowała. W tym samym roku nawiązała współpracę menedżerską ze Scooterem Braunem, dzięki którego wstawiennictwu podpisała kontrakt z wytwórnią Capitol Records. W październiku 2013 wydała drugą epkę w karierze, a 23 czerwca 2015 premierę miał jej debiutancki album pt. Unbreakable Smile. Promujący płytę singiel „Nobody Love” trafił na amerykańską listę przebojów „Billboard Hot 100”.

## Życie i kariera

### 1992–2007: Wczesne życie i początki kariery
Urodziła się w Wildomar w Kalifornii. Jej ojciec jest w połowie Jamajczykiem i w połowie Portorykańczykiem, podczas gdy jej matka jest Irlandką z niemieckimi korzeniami. W dzieciństwie słuchała różnorodnej muzyki, którą puszczali jej rodzice. Kelly wzięła udział w show „Star Search”. Nie wygrała tego konkursu, ale później w 2004 pojawiła się w „America’s Most Talented Kids”, zaśpiewała tam piosenkę Christiny Aguilery „Keep on Singin’ My Song” i wygrała, pokonując muzyka Huntera Hayesa. Pojawiła się w tym show po raz drugi w Turnieju Zwycięzców, ale przegrała z muzykiem rockowym Antonio Pontarellim. Gdy miała 12 lat zaproponowano jej ważny kontrakt muzyczny, który zaakceptowała.

### 2007–2012: Rozpoznawalność na YouTube i American Idol
Gdy miała 14 lat, zaczęła udostępniać swoje nagrania muzyczne na platformie YouTube. Najpierw wypuściła cover piosenki Johna Wesleya Worka, Jr „Go Tell It on the Mountain”, który wykonała w grudniu 2004. Miała podpisany kontrakt z Geffen Records w wieku 12 lat, ale ze względu na konfliktowe pomysły kontrakt został zerwany.
Zdobyła rozpoznawalność po opublikowaniu w 2012 akustycznego coverowi piosenki Franka Oceana „Thinkin Bout You”, który nagrała ze znajomą youtuberką „Angie Girl”. Kiedy zapytano ją o jej pierwszy cover odpowiedziała: „To byłam po prostu ja w mojej sypialni, to była piosenka Paramore The Only Exception i to nawet nie była moja własna gitara. Znałam tylko… trzy akordy”.
Później udała się na przesłuchanie do dziewiątego sezonu programu American Idol w Denver, Kolorado i przeszła do tygodnia Hollywood, ale nie dotarła do „Top 24”. Ogłosiła w wywiadzie telefonicznym, że po eliminacji natychmiast rozpoczęła pisać więcej swoich piosenek i została zapytana, czy nie chciałaby wziąć udziału w młodzieżowej wersji piosenki charytatywnej z 1985 roku „We Are the World” zatytułowanej „We Are the World: Następne pokolenie”.

### 2012–2013: Handmade Songs i kontrakt muzyczny
1 maja 2012 roku wydała swoją pierwszą EP-kę pt. Handmade Songs by Tori Kelly, która składała się z sześciu piosenek wydanych przez jej własną wytwórnię Toraay Records. Kelly napisała, wyprodukowała, zaaranżowała i nagrała EP sama w swojej sypialni. Kiedy została wydana na iTunes, znalazła się w Top 10 Pop Albums. Później Kelly ogłosiła, że jest to jedna z rzeczy, z której jest najbardziej dumna, ponieważ zrobiła wszystko sama – „to było coś, co sprawiło, że poczułam, że potrzebowałam udowodnić sobie, że potrafię to zrobić”. Nazwała EP „rozgrzewką” przed wydaniem pełnometrażowego albumu w przyszłości. EP sprzedała się w ponad 14000 egzemplarzach i „osiągnęła 9 miejsce na Billboard’s Heatseekers Albums chart”.
W lutym 2013 roku wydała singiel „Fill a Heart”, który napisała na potrzeby kampanii „Child Hunger Ends Here” prowadzonej przez ConAgra Foods i Feeding America. W kwietniu 2013 roku rozpoczęła trasę koncertową „Fill a Heart”, m.in. wystąpiła w ośmiu miastach w Ameryce, a podczas występów pomogła zbierać w tych miastach jedzenie. Występowała także w salach: Troubador i Roxy w Los Angeles, The Gramercy Theater w Nowym Jorku i Bush Hall w Londynie. Pojawiła się również w magazynach: „Teen Vogue”, „Elle” i „Glamour”.
W połowie 2013 roku jej menedżerem został Scooter Braun, który przedstawił ją dyrektorom Capitol Records. Kelly była sceptycznie nastawiona do współpracy o obawiała się, że wydając pod skrzydłami tak dużej wytwórni, nie wszystkie rzeczy będą układały się tak jak we wcześniejszych etapach jej kariery. „Przedtem zostałam oszukana. Ale kiedy spotkałam tych kolesi, nigdy nie czułam się w ten sposób wcześniej: Oni byli moimi fanami i bardzo to mi się spodobało.” 6 września 2013 roku podpisała kontrakt z Capitol Records.

### od 2013:ForewordiUnbreakable Smile

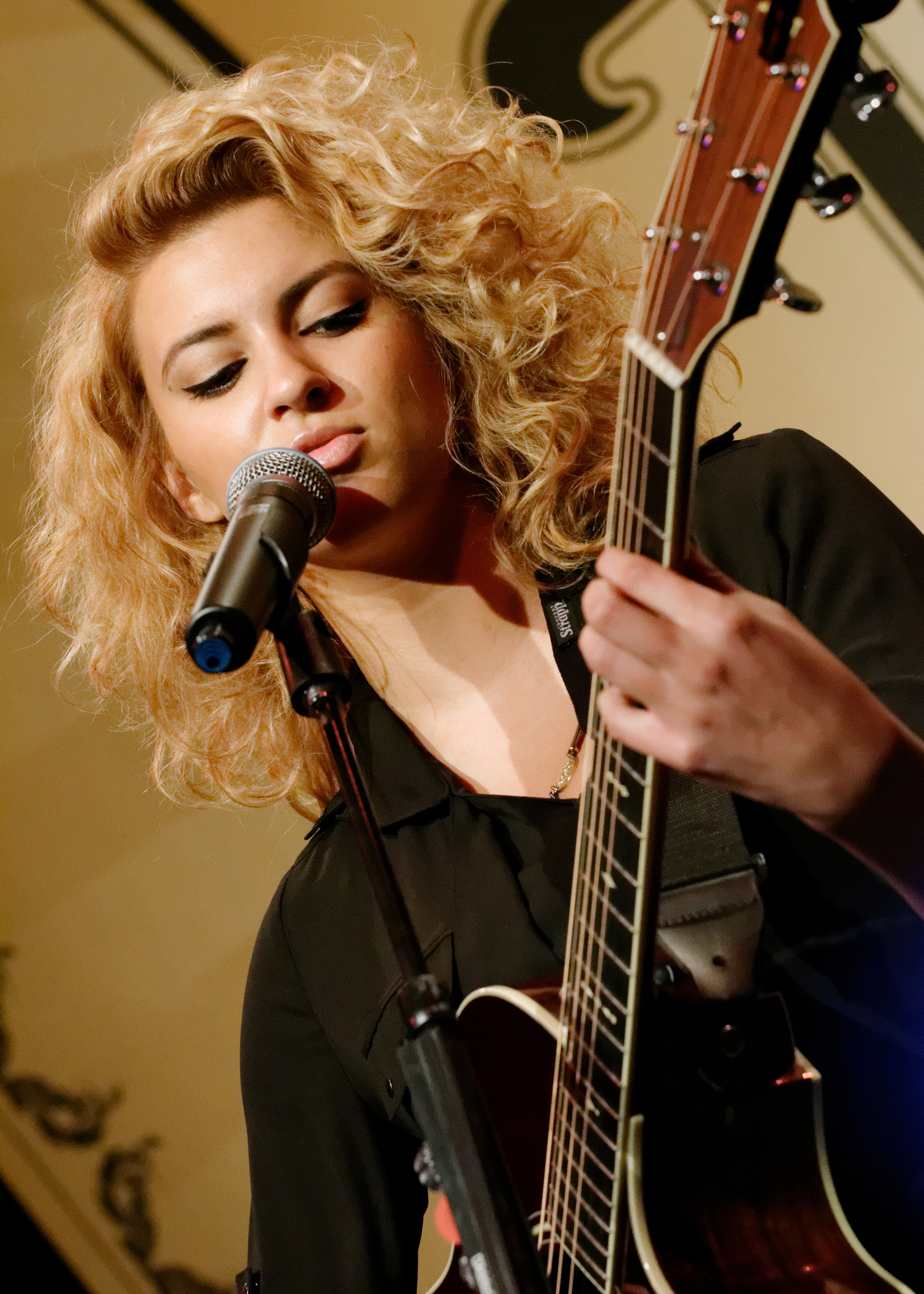
Kelly (2014)

We wrześniu 2013 oznajmiła w „The Today Show”, że jej druga EP pt. Foreword będzie wydana 22 października 2013 przez Capitol Records. Minialbum sprzedał się w ponad 16 tys. kopii, dzięki czemu zadebiutował na 16 miejscu w rankingu Billboard 200. 1 listopada 2013 piosenkarka była suportem Eda Sheeran na Madison Square Garden i suportowała Sama Smitha na jego trasie koncertowej „In the Lonely Hour” w Wielkiej Brytanii w październiku 2014.
Napisała i nagrała piosenkę „Silent” dla The Giver: Music Collection, wspierającą filmową adaptację książki The Giver, która została wydana na iTunes 5 sierpnia 2014. 7 sierpnia 2014, Kelly opublikowała na swoim kanale na YouTube akustyczną wersję tej piosenki. Kelly nagrała z Professorem Greenem piosenkę „Lullaby”, która została wydana 14 września 2014. Zadebiutowała ona na HOT40UK’s Top 40 na miejscu 8 i wspięła się na miejsce 2 po 6 tygodniach bycia na liście. 1 grudnia 2014 roku, potwierdzono, że Tori Kelly jest jednym z MTV’s Artist’s To Watch. Nieoficjalnie zagrała dwie piosenki dla MTV: „Funny” i „Dear No One”; obie można znaleźć na jej stronie Artist To Watch. Jej występ z „Funny” był nadawany w MTV przez kilka tygodni.
Przez cały 2014 rok pracowała z Braunem nad jej debiutanckim krążkiem, na którym współpracowała z artystami, takimi jak Toby Gad, Max Martin czy Ed Sheeran. Singlem promującym została piosenka „Nobody Love” i była ona wydana 8 lutego 2015 roku. Została napisana przez Rickarda Goranssona, Maxa Martina i Tori Kelly. Album nosi tytuł Unbreakable Smile i został wydany 23 czerwca 2015 roku.

### Życie prywatne
W 2018 poślubiła koszykarza niemieckiego pochodzenia, André Murillo.

## Dyskografia
- Unbreakable Smile (2015)

## Trasy
- Fill a Heart Tour (2012)
- Foreword Fall Tour (2013)
- Where I Belong Tour (2015)